# 9902 Kirkpatrick
Kirkpatrick (asteróide 9902) é um asteróide da cintura principal, a 2,0293728 UA. Possui uma excentricidade de 0,0822524 e um período orbital de 1 201 dias (3,29 anos).
Kirkpatrick tem uma velocidade orbital média de 20,0296543 km/s e uma inclinação de 5,31438º.
Este asteróide foi descoberto em 3 de Julho de 1997 por Paul Comba.